# União da Serra
União da Serra là một đô thị thuộc bang Rio Grande do Sul, Brasil. Đô thị này có diện tích 130,991 km², dân số năm 2007 là 1666 người, mật độ 12,72 người/km².